# Xã Franklin, Quận Darke, Ohio
Xã Franklin (tiếng Anh: Franklin Township) là một xã thuộc quận Darke, tiểu bang Ohio, Hoa Kỳ. Năm 2010, dân số của xã này là 1.241 người.